# Макаренко Василь Захарович
Василь Захарович Макаренко (6 червня 1919, село Боденьки, тепер Вишгородського району Київської області — ?) — український радянський діяч, голова виконавчого комітету Носівської районної ради депутатів трудящих Чернігівської області. Депутат Верховної Ради УРСР 3-го скликання.

## Біографія
У 1937 році закінчив середню школу. Навчався на агрономічному факультеті Київського сільськогосподарського інституту.
З січня 1940 року — в Червоній армії, учасник німецько-радянської війни з червня 1941 по червень 1942 року. Брав участь в обороні Ленінграда, служив у 2-му зенітному артилерійському полку. Був контужений і важко поранений. З вересня 1942 по 1946 рік — командир навчального мінометного взводу 37-го навчального стрілецького полку 27-ї навчальної стрілецької дивізії Сибірського військового округу.
Член ВКП(б).
Після демобілізації — завідувач Ічнянського районного відділу сільського господарства Чернігівської області.
З грудня 1950 року — голова виконавчого комітету Носівської районної ради депутатів трудящих Чернігівської області.
До жовтня 1954 року — 1-й секретар Носівського районного комітету КПУ Чернігівської області.
З жовтня 1954 по жовтень 1955 року — інспектор ЦК КПУ в місті Києві.
Подальша доля невідома. На 1985 рік — персональний пенсіонер.

## Звання
- лейтенант
- старший лейтенант
- майор

## Нагороди
- орден Вітчизняної війни ІІ ст. (6.04.1985)
- ордени
- медаль «За бойові заслуги» (6.08.1946)
- медаль «За оборону Ленінграда»
- медаль «За перемогу над Німеччиною у Великій Вітчизняній війні 1941—1945 рр.»
- медалі